# Anatol Erdmann
Anatol Erdmann (* 5. September 1952 in Wologda, Sowjetunion; † April 2024 in Berlin) war ein deutscher Grafiker und Bildhauer.

## Leben
1955 siedelte die Familie Erdmanns aus der Sowjetunion in die DDR nach Rostock über. 1964 zog sie nach Ost-Berlin, wo Erdmann die Schule absolvierte. Von 1969 bis 1971 besuchte er die Abendschule und machte das Abitur. Von 1971 bis 1973 leistete er den Grundwehrdienst bei der NVA. Ab 1972 war Erdmann mit Hans Scheib befreundet. Um 1975 begann er autodidaktisch mit dem Zeichnen und 1976 mit Plastik.  Mit Scheib baute er ab 1977 in der Raumerstraße 23 ein Ladenatelier auf, wo er dann  selbst größere plastische Arbeiten machte. Vom Berliner Magistrat bekam er einen einjährigen Entwicklungsauftrag. In dem Ladenatelier fanden nichtoffizielle Ausstellungen statt, an denen Erdmann beteiligt war.
Zum Lebensunterhalt arbeitete Erdmann bis 1978 als Hilfskraft in der Bibliothek der Humboldt-Universität. Ab 1978 arbeitete er in Berlin als freischaffender Bildhauer. Aber erst 1985 konnte er sich im Erdgeschoss eines alten Werkstattgebäudes ein eigenes Atelier einrichten.
Er war von 1978 bis 1990 Kandidat bzw. Mitglied des Verbands Bildender Künstler der DDR. Als Kandidat wurde er von Berndt Wilde und Sabina Grzimek betreut. Zu Erdmanns Freundeskreis gehörten auch die Bühnenbildnerin und Malerin Ursula Scheib (* 1944), Reinhard Stangl, Karla Woisnitza, Volker Henze, Harald Toppel, Cornelia Schleime, Uwe Kolbe, Katja Lange-Müller, Lothar Trolle und Bernd Wagner.
1978 hatte Erdmann mit Scheib, Volker Henze und Reinhard Stangl in der Berliner Galerie Mitte seine erste Ausstellung. 1979 beteiligte er sich am Stein-bildhauersymposium Ost-Berliner Bildhauer in Reinhardtsdorf. 1982 schuf er mit Scheib und Stefan Reichmann im Treptower Park zur Ausstellung Plastik und Blumen aus Beton die Bodenplastik Nie wieder Krieg. 1983 bezog er ein eigenes Atelier in der Lychener Straße in Berlin-Prenzlauer Berg. 1988 hatte er eine Studienreise zur Giacometti-Retrospektive in der Staatsgalerie Stuttgart. Mit Reichmann fuhr er 1988 zur International Asian European Art Biennial nach Ankara und Istanbul.
Erdmann erhielt in der DDR, zumeist mit Scheib und Reichmann, mehrere Aufträge für Werke im öffentlichen Raum.

## Weitere Ausstellungen (mutmaßlich unvollständig)

### Einzelausstellungen
- 1980 „Herbstatelier“ Raumerstr., Berlin
- 1982 Kunstpavillon, Heringsdorf, zusammen mit Sabina Grzimek und Scheib
- 1984 Galerie Oben, Karl-Marx-Stadt
- 1987 Galerie Mitte, Berlin
- 1990 Galerie am Prater, Berlin mit Jürgen Köhler, Reichmann und Reinhard Jacob
- 1990 Berliner Festspielgalerie, Berlin, mit Reichmann und Sabina Grzimek

### Teilnahme an Gruppenausstellungen
- 1979 Leonhardi-Museum, Dresden
- 1980 Albertinum, Dresden
- 1981 und 1986 Bezirkskunstausstellung Berlin
- 1983/1984: Magdeburg, Museum Kloster Unser Lieben Frauen („Junge Bildhauer der DDR“)
- 1984 Kloster Unser Lieben Frauen, Magdeburg
- 1985 Pirckheimer-Gesellschaft, Berlin
- 1987 Maison de la Culture de la R.D.A., Paris, Frankreich
- 1987 Petrikapelle beim Dom zu Brandenburg, Brandenburg
- 1987 Galerie am Weidendamm, Berlin
- 1987/1988 Dresden, X. Kunstausstellung der DDR
- 1988 Sogja, Bulgaria
- 1990/1991 Berliner Kabinett, Berlin (Druckgrafik)
- 1991 Paestum, Italy
- 1991 Goethe-Institute, Neapel, Italien
- 1992 Galerie Poll, Berlin
- 1992 Galerie am Savignyplatz, Berlin
- 1992 Lindenau-Museum, Altenburg
- 1998 Galerie am Prater, Berlin („25 Jahre Galerie am Prater“)